# Museu do Neo-Realismo
O Museu do Neo-Realismo (Vila Franca de Xira,1990) é um museu português situado em Vila Franca de Xira e foi fundado em 1990, a partir da actividade do seu Centro de Documentação.

## História
Dedicado ao movimento neo-realista português, foi fundado em 1990 e no antigo edifício da Biblioteca de Vila Franca. A sua criação foi liderada pelo ecritor Júlio Graça e por António Mota Redol, fiho do escritor Alves Redol, que faziam parte da Associação Promotora do Museu do Neo-Realismo. 
Possui um vasto conjunto de colecções, com destaque para os mais de trinta espólios doados, entre literários (de Alves Redol a Orlando da Costa), artísticos (de José Dias Coelho a Rui Filipe) e editoriais (da revista Vértice à Cosmos), arquivos documentais, acervos iconográficos e espólios (como folhetos e programas da Associação Feminista Portuguesa para a Paz).
Procura diversificar a sua riqueza patrimonial e museológica, obras de arte, bibliotecas particulares e uma biblioteca especializada.
No dia 20 de outubro de 2007, o Município de Vila Franca de Xira inaugurou o novo edifício do Museu do Neo-Realismo, projectado pelo arquiteto Alcino Soutinho.  Apresentando um conjunto bastante significativo de novas valências, nomeadamente amplos espaços para exposições temporárias de longa e curta duração (mais 1000m2), uma biblioteca temática e sala de audio-visuais, um auditório para cerca de 100 pessoas, uma cafetaria e uma livraria.
Novas exposições e uma série de actividades de divulgação e debate sobre a memória crítica do movimento neo-realista fazem parte dos objectivos programáticos desta nova fase do Museu do Neo-Realismo.

## Autores presentes
- Egídio Namorado
- Alexandre Pinheiro Torres
- Fernando Piteira Santos
- Augusto da Costa Dias
- Mário Ventura
- Armando Castro
- Mário Sacramento
- António Borges Coelho

## Colecções

### Espólios literários
- Alexandre Babo (1916-2007)
- Alexandre Cabral (1917-1996)
- Álvaro Feijó (1917-1941)
- Alves Redol (1911-1969)
- Antunes da Silva (1921-1997)
- Armindo Rodrigues (1904-1993)
- Arquimedes da Silva Santos (1921-2019)
- Carlos Coutinho (1943)
- Garcez da Silva (1915-2006)
- Faure da Rosa (1912-1985)
- Joaquim Lagoeiro (1918-2011)
- Joaquim Namorado (1914-1986)
- José Ferreira Monte (1922-1985)
- Jorge Reis (1926-2005)
- Júlio Graça (1923-2006)
- Leão Penedo (1916-1976)
- Manuel Campos Lima (1916-1956)
- Manuel da Fonseca (1911-1993)
- Mário Braga (1921)
- Mário Sacramento (1920-1969)
- Orlando da Costa (1929-2006)
- Soeiro Pereira Gomes (1909-1949)

### Espólios artísticos
- José Dias Coelho (1923-1961)
- Jorge de Oliveira (1924)
- Francisco Castro Rodrigues (1920), arquitecto
- Rui Filipe [Cândido de Figueiredo] (1928- 1997)